# Ignacio Prieto
José Ignacio Prieto Urrejola (Santiago del Cile, 23 settembre 1943) è un ex calciatore cileno, di ruolo difensore.

## Carriera
Con la Nazionale cilena ha preso parte ai Mondiali 1966.